# Johan Eneqvist
Johan Eneqvist, född 21 januari 1982 i Nacka, är en svensk före detta ishockeyspelare. En tvåvägsspelare som är ganska allround. Stor arbetskapacitet, rätt bra i närkamperna och laglojal. Eneqvist var en stor poänggörare som junior, men som seniorspelare utmärkte han sig främst som en rollspelare. Bra i rollen som forecheckande forward där han ofta fullföljde tacklingarna. Ingick i den klassiska krigarkedjan i Leksands IF där bl.a. Johan Hägglund och Jesper Ollas spelade.